# サンバー語
サンバー語（サンバーご、サンバー語: kishambaa、英: Shambala language）はバントゥー語群に属する言語である。言語名別称としてシャンバラ語、シャンバー語（Shambaa）、Kisambaa、Kishambaa、Kishambala、Sambala、Sambara、Schambala。

## 概要
タンザニア北部、タンガ州のウサンバラ山地に居住するサンバー族の人々により話されている言語である。